# Hokusai
Kacušika Hokusai (葛飾 北斎, ), japonski umetnik, ukijo-e slikar in grafik iz obdobja Edo, * domnevno 31. oktober 1760, Edo (današnji Tokio), † 10. maj 1849, Edo
V njegovih delih je čutiti vpliv stila Sesšu in drugih vrst kitajskega slikarstva. Hokusai se je rodil v Edu (današnjem Tokiu), najbolj je po svojih lesorezih Šestintrideset pogledov na goro Fudži (富嶽三十六景, Fugaku Sanjūroku-kei, ok. 1831) med katerimi je tudi najbolj poznana njegova slika iz dvajsetih let Veliki val pred obalo Kanagave.
Hokusajevih "šestintrideset pogledov" je po eni strani treba razumeti kot odziv na vse bolj priljubljena potovanja, po drugi strani pa do neke mere kot izraz njegove obsedenosti z goro Fudži. Tej zbirki, predvsem slikama Veliki val in Prijeten veter, vedro jutro se ima Hokusaj zahvaliti za svojo slavo, tako doma kot po celem svetu. Dela Hokusaja pred to zbirko so bila gotovo pomembna,vendar je šele s šestintridesetimi pogledi doživel široko priznanje. Ustvarjal je vse do svoje smrti leta 1849. Še danes velja za enega najbolj priljubljenih japonskih umetnikov.

## Zgodnje življenje in umetniški razvoj
Kdaj je Hokusaj bil rojen, ni jasno, vendar za rojstni dan pogosto navajajo 23. dan v 9. mesecu desetega leta ere Hōreki (po starem koledarju, to je 31. oktobra 1760) družini obrtnikov, v okrožju Edo v Kacušiki, Japonska.  Njegovo otroško ime je bilo Tokitaro.  Verjetno je njegov oče bil steklar Nakadžima Ise, ki je izdeloval ogledala za šoguna. Oče Hokusaja nikoli ni naredil za dediča, zato je lahko da njegova mati bila konkubina. Hokusai je začel slikati okoli šestih let, morda se je učil pri očeta, ki je ogledala polepševal z vzorci. 
Hokusaja so še za časa svojega življenja poznali pod najmanj trideset imeni. Za japonske umetnike tistega časa je bilo običajno, da nosijo več imen, vendar število Hukosajevih psevdonimov presega vse okvirje. Pogoste spremembe Hokusajevega imena so v veliki meri sledile njegovi umetniški tvornosti in slogu, tako da lahko obdobja v njegovem življenju razbijanje poimenujemo z imenom, ki ga je tedaj nosil. 
Oče ga je pri 12 letih poslal na delo v knjigarno in posojilno knjižnico, priljubljeno ustanovo v japonskih mestih, kjer je bilo branje iz lesorezov narejenih knjig bilo priljubljena zabava srednjega in višjega sloja.  Pri 14 letih je delal kot vajenec pri rezbarju za les, 18 let star je vstopil v atelje Kacukava Šunšo. Šunšo je bil vodja tako imenovane šole Kacukava in mojster sloga ukijo-e, s katerim je Hokusai kasneje zaslovel  Slog ukijo-e, kot ga je uporabljal Šunšo in drugi umetniki, se je osredotočal na podobe kurtizan in priljubljenih igralcev Kabukija.
Po enem letu, ko ga je njegov mojster poimenoval Šunro, si je Hokusai prvič dal novo ime. Pod tem imenom je objavil leta 1779 svoje prve odtise, to je serijo slik igralcev Kabukija. Med delom v studiu Šunšo je bil Hokusai poročen s svojo prvo ženo, o kateri je znano zelo malo, le da je umrla v začetku 1790-ih. Leta 1797 se je ponovno poročil, vendar mu je tudi ta druga žena kmalu umrla. Ti dve ženi sta mu dali dva sinova in tri hčerke; njegova najmlajša hči Ei, znana tudi kot Ōi, pa je kasneje postala umetnica.
Ko je Šunšo leta 1793 umrl, je Hokusai začel raziskovati druge sloge umetnosti, med drugimi je prišel pod vpliv evropskih slogov v francoskih in nizozemskih bakrorezih, ki si jih je lahko privoščil. Šunko, glavni učenec Šunšoja, ga je kmalu izključil iz šole Kacukava, verjetno zaradi študija v rivalski šoli Kanō. Ta dogodek ga je po njegovih besedah navdihnil: »Kar me je resnično motiviralo pri razvoju mojega umetniškega sloga, je bilo ponižanje, ki sem ga utrpel s strani Šunkoa«.
Hokusai se je pri svojih delih lotil drugih tem in se oddaljil od podob kurtizan in igralcev, ki so bili tradicionalne teme ukijo-e. Namesto tega se je njegovo delo osredotočilo na pokrajine in podobe vsakdanjega življenja Japoncev z različnih družbenih ravni. Ta sprememba teme je bila preboj v ukijo-e in Hokusajevi karieri.  Iz tega obdobja izhaja ognjemet v večernem času ob mostu Riogoku v Edu (1790). 

## Na vrhuncu kariere
Za naslednje obdobje je značilno sodelovanje Hokusaja s šolo Tavaradža in novo ime Tavaradža Sōri. V tem času je ustvaril številne akvarele, imenovane surimono, in ilustracije za kjoka ehon (ilustrirana knjiga šaljivih pesmi). Leta 1798 je Hokusai predal ime učencu in se odločil postati samostojni umetnik; osvobojen končno vezi s šolo si je nadel ime Hokusai Tomisa. 
Vse do leta 1800 je Hokusai ukijo-e dalje uporabljal za druge namene kot za portretiranje. Sprejel je tudi ime, po katerem bi ga najbolj poznamo, to je Kacušika Hokusai - Kacušika je njegov rojstni kraj na severovzhodnem robu Eda. Istega leta je izdal dve zbirki pokrajin, Znamenite vedute vzhodne prestolnice in Osem pogledov na Edo . Začel je pridobivate lastne učence, do konca življenja jih je bilo 50 učencev.
Naslednja leta je postajal vse bolj znan, tako zaradi svojih del kot tudi zaradi nadarjenosti za samohvalo. Med tokijskim festivalom leta 1804 je ustvaril z metlo in vedrom, polnim črnila, portret budističnega duhovnika Daruma, za katerega pravijo, da je bil dolg 180 metrov. Druga zgodba ga kaže na dvoru šoguna, s povabilom na tekmo z drugim umetnikom, ki je čopič uporabljal bolj tradicionalno. Delo, ki ga naslikal pred šogunom, se je na papirju začelo z modro krivuljo, prek katere je napodil piščanca, katerega noge so bile namočene v rdečo barvo. Sliko, ki mu je zagotovila zmago na tekmi, je šogunu opisal kot pokrajino z reko Tacuto in rdečimi listi, javorja, ki plavajo po njej.
Leta 1807 je Hokusai sodeloval s priljubljenim romanopiscem Takizava Bakin v vrsti ilustriranih knjig. Oba se zaradi razlik v pojmovanju umetnosti nista ujela, tako da se je njuno sodelovanje končalo med pripravo na četrto knjigo. Založnik se je ob vprašanju, koga naj zadrži pri projektu, odločil za Hokusaja in s tem poudaril pomen, ki so ga slike imele za tiskana dela tega obdobja.
Hokusai je zelo pozorno posvečal objavljanju svojega dela po knjigah. Primer zato sta pismi ob japonski izdaji antologije kitajske poezije Tošizen Ehon založniku in lesorezom, ki so sodelovali pri izdelavi njegovih zamisli. Hokusai piše založniku knjige, da je Egava Tomekiči, s katerim je Hokusaj prej sodeloval in ga zaradi tega spoštoval, pri določenih glavah odstopil od Hokusajevega sloga. Hokusai se tudi obrnil na drugega rokodelca, ki je sodeloval pri projektu, na Sugito Kinsukeja, češ da mu ni všeč slog šole Utagava, s katerim je Kinsuke izrezal oči in nos oseb, tako da bo moral lesoreze popraviti, da bodo končni odtisi verni Hokusajevemu slogu. Hokusai pismu prilaga primere za upodabljanje oči in nosov, tako po svojem slogu kot po slogu šole Utagava. Založnik se je s temi spremembami sprijaznil, čeprav je bilo že natisnjenih sto izvodov knjige. Da bi popravili te podrobnosti, bo dal izdelane lesoreze dal popraviti s tehniko Umeki. Dele, ki jih je treba popraviti, bodo izrezali, namesto njih pa vstavili na novo urezane dele lesorezov. Kje so uporabili tehniko Umeki, je tako videti kot šibke obrise okoli mest, ki so jih zamenjali. Originalne kopije knjige kot tudi kopije, narejene zaradi zahtev Hokusaja, 33so natisnili leta 1833 in 1836. 
Leta 1811 je Hokusai, star 51 let, svoje ime spremenil v Taito in vstopil v obdobje, v katerem je ustvaril Hokusai Mango in različne etehone, to je umetniške priročnike. Prvi priročniki izvirajo iz leta 1812, ko je S hitrimi lekcijami v poenostavljenem risanju, našel priročen način za zaslužek in za vabo novim učencem. Manga (kar pomeni naključne risbe) vsebuje tudi študije v perspektivi. Prva knjiga njegove mange, njegovih skic in karikatur, ki jo je objavil leta 1814, je vplivala na sodobno obliko stripov, znanih pod tem imenom. V njegovih 12 zvezkov mange, objavljenih do leta 1820, in treh drugih, objavljenih po njegovi smrti, je najti na tisoče risb živali, verskih oseb in vsakdanjih ljudi. Pogosto imajo šaljiv podton in so bile v tistih časih zelo priljubljene. Številne risbe na šaljiv način ponazarjajo tudi življenje bogatih ljudi.
5. oktobra 1817 je v svetišču Hongan-dži Nagoja Becuin v Nagoji naslikal Velikega Darumo na papir, ki je meril 18 × 10,8 metra, in z delom in končnim izdelkom navdušil številne gledalce. Za ta podvig je prejel ime Darusen (skrajšana oblika Daruma Sensei). Čeprav je bil original uničen leta 1945, so reklame v obliki letakov iz tega časa preživele in si jih lahko ogledamo v muzeju mesta Nagoja. Na podlagi študij so na veliki javni prireditvi 23. novembra 2017 ustvarili reprodukcijo originala, enake velikosti, materiala in tehnike, kot spomin na 200-letnico rojstva umetnine. 
Leta 1820 je Hokusai znova spremenil ime, tokrat v "Iicu", kot znak za začetek obdobja, v katerem si je kot umetnik zagotovil slavo po Japonski. Njegovo najbolj znano delo Šestintrideset pogledov na goro Fudži, ki se ga začne znameniti Veliki val pred Kanagavo, je nastalo v začetku 1830-ih. Delo je bilo tako priljubljeno, da ga je Hokusai kasneje razširil za deset dodatnih odtisov. Med drugimi priljubljenimi knjigami lesorezov, ki jih je objavil v tem času, so Ogledi slapov po provincah, Oceani modrosti in Nenavadni pogledi na slavne mostove v provincah. Začel je tudi ustvarjati številne podrobne posamične slike cvetov in ptic, tako izredno podrobni sliki Makovi cvetovi in Jata piščancev.

## Kasnejše življenje
Naslednje obdobje, po letu 1834, je Hokusai deloval pod imenom Gakjo Rodžin ( 画狂老人 ; Starec, ponorel zaradi umetnosti). V tem času je Hokusai ustvaril Sto pogledov na goro Fudži, še eno pomembno pokrajinsko serijo.
Hokusai o tem delu v pripisu pravi: 
Že ko sem bil star šest let, sem strastno do kopiranja obrazca stvari in od svojega petdesetega leta dalje sem objavil veliko, vendar vse, kar sem narisal do svojega sedemdesetega leta, ni vredno besede. Star triinsedemdeset let sem doumel oblike živali, ptic, žuželk in rib ter življenje trav in rastlin. Ko bom star šestinosemdeset osemindvajsetih, bom še kak korak dalje in pri devetdesetih mogoče že pri njih skritem pomenu, pri stotih letih pa bom morda prodrl do ravni čudovitega in božanskega. Ko bom stodeset, bo vsaka pika, bo vsaka črta imela svoje življenje.
Leta 1839 je požar uničil Hokusajev atelje in večji del njegovih del. Njegova kariera je začela bledeti in mlajši umetniki, kot je Ando Hirošige, so postajali vse bolj priljubljeni. Star 83. let je Hokusai na povabilo bogatega kmeta Takai Kozan odpotoval v Obuse v provinci Šinano (danes Prefektura Nagano ), kjer je ostal nekaj let. Med svojim časom v Obuseu je ustvaril več mojstrovin, med drugim Moški val in Ženski val. Hokusai nikoli ni nehal slikati in Race na vodi je ustvaril star 87 let.
Nenehno si prizadeval za boljše stvaritve in na smrtni postelji naj bi zavzdihnil: »Ko bi mi le Nebesa dala še deset let   . . . Samo še pet let, da postanem pravi slikar«. Umrl je 10. maja 1849, pokopan pa je bil v kraju Seikjō-dži v Tokiu (okraj Taito).

## Šunga
Hokusai je slikal tudi erotične prizore, tako imenovane slike šunga. Večinoma se bile ustvarjene kot lesorezi v slogu ukijo-e. Dobesedni pomeni šunga pomlad, običajni evfemizem za seks. Kot podvrsto ukijo-e so šungo v obdobju Edo uživale vse družbene skupine Kljub temu, da šogunatu niso bile naklonjene. Ne samo Hokusai, skoraj vsi umetniki ukijo-e so v nekem trenutku svoje kariere slikali šunge, ne da bi s tem ogrožali svoj umetniški prestiž. Šungo razumeti kot neke vrste srednjeveško pornografijo je v tem pogledu lahko zavajajoče.

## Dela in vplivi
Hokusai je imel dolgo kariero, večino svojih pomembnih del pa je ustvaril po 60. letu. Njegovo najbolj priljubljeno delo je serija ukijo-e Trideset šest pogledov na goro Fudži, ki je nastala med letoma 1826 in 1833. Dejansko je sestavljen iz 46 odtisov (10 jih je bilo dodanih po prvotni objavi).
Poleg tega je Hokusaj ustvaril Sto pogledov na goro Fudži (富嶽百景, Fugaku Hyakkei) iz leta 1834 , delo, ki »na splošno velja za mojstrovino med njegovimi pokrajinskimi slikanicami«. Njegov ukijo-e je umetniško obliko spremenil iz sloga portretiranja, osredotočenega na kurtizane in igralce, priljubljene v obdobju Eda v japonskih mestih, v veliko širši slog umetnosti, ki se je osredotočil na pokrajine, rastline in živali.
Izbira umetniškega imena Hokusai in pogosta upodobitev gore Fudži izhajata iz njegovih verskih prepričanj. Ime Hokusai (北斎) pomeni "Severni studio (soba)", kratica Hokushinsai (北辰際) . Hokusaj je bil član Ničirenove sekte budizma, ki Severno zvezdo vidi kot povezano z božanstvom Myōken (妙見菩薩).  Gora Fudži je bila tradicionalno povezana z večnim življenjem, veljala je vedno kot skrivnostni vir nesmrtnosti in s tem v žarišču Hokusajeve lastne obsedenosti z goro. 
Največje Hokusajevo delo je zbirka Hokusai Manga (北斎漫画) iz leta 1814. Delo je zbirka skoraj 4000 skic živali, ljudi, predmetov itd. Kljub imenu dela ni šteti za predhodnike sodobne mange, saj se po slogu in vsebini razlikuje od zgodb, ki so temelj dandanašnjim mangam.

### Izbrana dela
- Prijeten veter, vedro jutro, 
 iz Šestintrideset pogledov na goro Fudži
- Slap Kirifuri na gori Kurokami v Shimotsuke, 
iz Obisk po japonskih slapovih
- Kukavica in azaleje, 1834 iz serije Male cvetlice
- Duh Ojva, iz Sto zgodb od duhovih
- Speča kurtizana
- Tihožitje
- The Yodo River [Moon], iz Sneg, mesec, cvetje
- Most Tenma v okraju Setsu, iz Redki pogledi na znane mostove na Japonskem
- Čoši v Šimoši, iz Morja modrosti
- Fudži z Goten Jama[34]
- Jezero Suva v okraju Šinano, iz Redki pogledi na znane krajine
- Crap je skočil iz slapu
- Močni Oj nataka sake
- Slapovi Jošino, kjer je Jošicune okopal svojega konja, iz Obisk po japonskih slapovih

### Vplivi na umetnost in kulturo
Na dosežke Hokusaja kot umetnika naletimo na različnih področjih. Več kot 70 let je ustvarjal ilustracije za knjige, lesoreze, skice in slike.  Hokusaj se je med japonskimi ustvarjalci med prvimi spoprijel z linearno perspektivo z zahoda . Na Hokusaja je vplival Sesšū Tōdžō in drugi slogi kitajskega slikarstva .  Njegovi vplivi, skupaj z vplivom Japonske, so se prek zahodnih sodobnikov v Evropi devetnajstega stoletja razširili po vsem svetu; izbruhnila je moda zbirati japonsko umetnost, posebno Ukijo-e, katere nekaj prvih pomladnih lastovk je bilo opaziti v Parizu, ko je približno 1856 je francoski umetnik Félix Bracquemond pri svojem tiskarju naletel na kopijo skic za Hokusajevo Mango, Vplival je na Art Nouveau in na Jugendstil v Nemčiji in pa na večje gibanje impresionizma, saj se njegove teme pojavljajo v slikah Clauda Moneta in Pierre-Auguste Renoirja. Kot pravi Brooklyn Rail: "Mnogi umetniki so zbirali njegove lesoreze: Degas, Gauguin, Klimt, Franz Marc, August Macke, Manet in van Gogh."  Hokusajevo delo vidno vpliva na motiv biča Hermanna Obrista (Peitschenhieb), ki je bil zgleden za novo gibanje.. 
Tudi po njegovi smrti so razstave njegovih umetnin dalje priljubljene. Razstava Hokusaja leta 2005 je v Narodnem muzeju v Tokiu je med vsemi razstavami tistega leta imela največ obiskovalcev  V Veliki Britaniji je bilo razstavljenih tudi več slik z razstave v Tokiu. Britanski muzej je leta 2017 priredil prvo razstavo Hokusajevih kasnejših umetnin, med drugim 'Veliki val'  .